# 比尔霍尔语
比尔霍尔语是一种在印度恰蒂斯加尔邦、奥里萨邦、西孟加拉邦、马哈拉施特拉邦均有分布、高度濒危的蒙达语族语言，由比尔霍尔族使用。

主要分布在焦达那格浦尔高原和贾坎德邦东北部，Uthlu比尔霍尔人生活在贾坎德邦根拉县毗湿奴浦尔街道附近（沿与恰蒂斯加尔邦西界）。

## 现状
大多数比尔霍尔人通晓桑塔利语和印地语，少数人懂霍语。儿童仍在学习这种语言，比尔霍尔人在家里一直使用这种语言。此外，大多数比尔霍尔人希望用他们自己的语言接受教育，并在大多数社区事务中使用这种语言。